# Tamraght
Tamraght (in berbero: ⵜⴰⵎⵔⴰⵖⵜ, Tamraɣt) è un villaggio del Marocco situato a circa 13 km a nord della più famosa località di Agadir.
Il villaggio si affaccia sull'Oceano Atlantico ed è una meta turistica in forte espansione in quanto località idonea per la pratica del surf.